# The Island of Disco Ensemble
The Island of Disco Ensemble («Остров ансамбля Диско») — четвертый студийный альбом финской постхардкор-группы Disco Ensemble. 9 февраля группа начала выпуск еженедельных видео, в которых рассказывали о процессе записи нового альбома, а 26 мая 2010 года диск был выпущен.
Песни «White Flag for Peace», «Protector», «Lefty» и «Undo» были выпущены в качестве синглов.

## Список композиций
1. «Bay of Biscay» — 3:47
2. «Pitch Black Cloud» — 3:36
3. «White Flag for Peace» — 2:35
4. «Protector» — 3:44
5. «So Cold» — 3:51
6. «Get Some Sleep» — 5:35
7. «Life of Crime» — 4:24
8. «Semi Eternal Flame / Undo» — 5:45
9. «Lefty» — 3:42
10. «Samantha» — 5:10

## Чарты
| Чарт              | Наивысшая позиция |
| ----------------- | ----------------- |
| Финский хит-парад | 2                 |